# جزر جبلي
جزر جبلي (الاسم العلمي:Daucus montanus) هو نوع من النباتات يتبع جنس الجزر من الفصيلة الخيمية.